# San Girolamo (Masaccio)
Il pannello di San Girolamo, attribuito a Masaccio, è una delle quattro figurette (38x12 cm) già facenti parte del polittico di Pisa ed oggi conservate nello Staatliche Museen di Berlino. Gli altri tre sono il Sant'Agostino, il Santo carmelitano barbuto e il Santo carmelitano imberbe. L'opera, datata 1426, è una tempera su tavola a fondo oro.

## Storia
Destinato alla chiesa del Carmine per la cappella del notaio ser Giuliano di Colino degli Scarsi da San Giusto, il polittico di Pisa è l'opera meglio documentata di Masaccio, grazie a un committente particolarmente preciso, che annotò tutti i pagamenti e i solleciti fatti al pittore.
Il 19 febbraio 1426 l'artista era a Pisa a siglare il contratto e, dopo vari solleciti e richieste a impegnarsi in esclusiva all'opera, il 26 dicembre Masaccio riceveva il saldo per l'opera.
Entro il 1568 Giorgio Vasari lo vide e lo descrisse nella seconda edizione del le Vite. Nel corso del XVII o XVIII secolo venne rimosso dall'altare, smembrato e disperso.
I quattro piccoli pannelli vennero alla luce nel 1893 in un'esposizione alla New Gallery di Regent Street a Londra e nel 1905 vennero acquistati dal Museo di Berlino. Fu Berenson il primo a metterli in relazione col perduto polittico pisano nel 1908, proprio per la presenza dei carmelitani.

## Descrizione e stile
La collocazione di queste quattro figure è incerta e in ogni caso ne dovevano esistere alcuni di più poiché si era normalmente soliti accoppiare queste figure simmetricamente, voltate verso destra e verso sinistra in misura uguale. I pannelli di Berlino sono tre voltati verso destra (Agostino, Girolamo e Carmelitano barbuto) e uno solo verso sinistra (Carmelitano glabro) e si tende a immaginarli incastonati nei pilastri ai lati della cornice lignea. Berti e Foggi hanno proposto anche una ricostruzione alternativa, dove i pannelli decoravano lo spazio tra gli scomparti superiori del polittico, dove erano dipinti dei santi a mezza figura, dei quali si conosce oggi solo il San Paolo e il Sant'Andrea. In ogni caso i pannelli perduti sarebbero almeno due.
San Girolamo è ritratto con l'abito cardinalizio mentre è concentrato nello studio e legge un libro posto su un banco. Lo stile della figura è tipico di Masaccio, con una pennellata fluida che definisce le figure per mezzo di ampie campiture di colore, ravvivate dal tocco realistico della luce. In questo caso l'illuminazione proviene da sinistra, come anche nelle altre figure del polittico, e lascia il volto del santo in ombra, un dettaglio inconsueto che Masaccio sperimentò per primo anche in altre opere, superando la stereotipato bagliore senza fonte precisa delle opere del gotico internazionale.